# 2.º distrito congresional de Arizona
El 2.º distrito congresional de Arizona es un distrito congresional que elige a un representante para la Cámara de Representantes de los Estados Unidos por el estado de Arizona. Según la Oficina del Censo, en 2011 el distrito tenía una población de 957 202 habitantes. Actualmente, el distrito está representado por la demócrata Ann Kirkpatrick.

## Geografía
El 2.º distrito congresional se encuentra ubicado en las coordenadas 31°54′59″N 109°56′19″O / 31.91639, -109.93861.

## Demografía
Según la Oficina del Censo de los Estados Unidos, en 2011 había 957 202 personas residiendo en el 2.º distrito congresional. De los 957 202 habitantes, el distrito estaba compuesto por 828 238 (86.5%) blancos; de esos, 802 468 (83.8%) eran blancos no latinos o hispanos. Además 35 571 (3.7%) eran afroamericanos o negros, 19 119 (2%) eran nativos de Alaska o amerindios, 22 114 (2.3%) eran asiáticos, 1 456 (0.2%) eran nativos de Hawái o isleños del Pacífico, 47 045 (4.9%) eran de otras razas y 29 429 (3.1%) pertenecían a dos o más razas. Del total de la población 196 881 (20.6%) eran hispanos o latinos de cualquier raza; 172 547 (18%) eran de ascendencia mexicana, 5 496 (0.6%) puertorriqueña y 919 (0.1%) cubana. Además del inglés, 3 205 (11.4%) personas mayor a cinco años de edad hablaban español perfectamente.
El número total de hogares en el distrito era de 360 945, y el 69.9% eran familias en la cual el 28.3 tenían menores de 18 años de edad viviendo con ellos. De todas las familias viviendo en el distrito, solamente el 55.3% eran matrimonios. Del total de hogares en el distrito, el 5.4 eran parejas que no estaban casadas, mientras que el 0.5% eran parejas del mismo sexo. El promedio de personas por hogar era de 2.62. 
En 2011 los ingresos medios por hogar en el distrito congresional eran de US$50 121, y los ingresos medios por familia eran de US$70 439. Los hogares que no formaban una familia tenían unos ingresos de US$113 917. El salario promedio de tiempo completo para los hombres era de US$45 557 frente a los US$35 932 para las mujeres. La renta per cápita para el distrito era de US$23 773. Alrededor del 10.3% de la población estaban por debajo del umbral de pobreza.